# Deivoon Magaña
Deivoon Alexander Magaña Rico (Guadalajara, Jalisco, México; 20 de enero de 2000) es un futbolista mexicano. Juega como lateral derecho o extremo derecho y su equipo actual es el Tampico-Madero de la Liga de Expansión MX.

## Trayectoria

### Inicios
En 2008, Deivoon es descubierto por visores del Club Deportivo Guadalajara en un torneo de clubes e invitado a formar parte de las categorías inferiores del club a los 8 años de edad.

### Club Deportivo Guadalajara
Deivoon ha sido parte de categorías inferiores del club desde Sub-13 hasta Sub-20, siendo partícipe de diferentes torneos nacionales, internacionales y títulos con las distintas categorías. En junio de 2018 fue convocado por primera vez al primer equipo por el nuevo entrenador del rebaño José Saturnino Cardozo para realizar la pretemporada rumbo al Apertura 2018.
Magaña vuelve a la participación con el primer equipo hasta junio de 2021, cuando el ahora director técnico del primer equipo Víctor Manuel Vucetich, lo convoca para hacer pretemporada rumbo al Apertura 2021.
El 24 de julio de 2021, Deivoon debuta en la Primera División Mexicana al entrar de cambio al minuto 67 en la derrota 2 a 1 contra el Club Atlético de San Luis, partido correspondiente a la Jornada 1 del Apertura 2021.

## Selección nacional

### Categorías inferiores

#### Sub-17
Mundial Sub-17
El 14 de septiembre de 2017, Deivoon Magaña fue incluido en la lista definitiva de los 20 jugadores qué jugaron el Mundial Sub-17 2017, con sede en la India.

## Estadísticas
Actualizado al último partido jugado el 29 de abril de 2024.
| C. D. Tapatío · México              | 2.ª           | 2020-21       | 24  | 0 | ― | ― | ― | ― | 24  | 0 |
| C. D. Tapatío · México              | 2.ª           | 2021-22       | 26  | 0 | ― | ― | ― | ― | 26  | 0 |
| C. D. Tapatío · México              | 2.ª           | 2022-23       | 36  | 1 | ― | ― | ― | ― | 36  | 1 |
| C. D. Tapatío · México              | 2.ª           | 2023          | 5   | 0 | ― | ― | ― | ― | 5   | 0 |
| C. D. Tapatío · México              | Total club    | Total club    | 91  | 1 | 0 | 0 | 0 | 0 | 91  | 1 |
| C. D. Guadalajara · México          | 2.ª           | 2021-22       | 1   | 0 | ― | ― | ― | ― | 1   | 0 |
| C. D. Guadalajara · México          | Total club    | Total club    | 1   | 0 | 0 | 0 | 0 | 0 | 1   | 0 |
| Atlante F. C. · México              | 2.ª           | 2024          | 12  | 3 | ― | ― | ― | ― | 12  | 3 |
| Atlante F. C. · México              | Total club    | Total club    | 12  | 3 | 0 | 0 | 0 | 0 | 12  | 3 |
| Total carrera                       | Total carrera | Total carrera | 104 | 4 | 0 | 0 | 0 | 0 | 104 | 4 |
| (1)Incluye datos de la Copa México. |               |               |     |   |   |   |   |   |     |   |

## Palmarés

### Títulos nacionales
| Título                            | Club    | País   | Año           |
| --------------------------------- | ------- | ------ | ------------- |
| Liga Expansión MX                 | Tapatío | México | Clausura 2023 |
| Campeón de Campeones Expansión MX | Tapatío | México | 2023          |